# 林鳳谷
林 鳳谷 （はやし ほうこく、享保6年（1721年） - 安永2年12月11日（1774年1月22日））は、江戸時代中期の朱子学派儒学者。林榴岡の子。林家5代。林鳳池（ほうち）の兄。諱は信武、のち信言。

## 略歴
将軍徳川吉宗に仕える。延享4年（1747年）、朝鮮通信使応接御用を務め、従五位下・図書頭（ずしょのかみ）となる。宝暦8年（1758年）家督を継いで林家5代となり、大学頭となった。
子の林龍潭は早世したため、孫の林鳳潭が林家を継いだ。

## 編著書
- 「本朝事物権輿考（けんよこう）」
- 「東武列朝婦女系譜」など。